# Mario Faig
Mario César Valentin Faig (Montevideo; 28 de mayo de 1913 - Mar del Plata; 3 de noviembre de 1984) fue un actor uruguayo. 

## Biografía

### Primeros años
Nació el 28 de mayo de 1913 en Montevideo, Uruguay y era hijo de Florencia Márquez, más conocida como Marilyn, creadora de la pandilla que daba nombre a su célebre teatro, programa radial y de televisión para los niños. 

### Carrera profesional
Trabajó como actor cómico en los teatros Comedia, Teatro Maipo y Nacional e integró, entre otras, las compañías de Enrique Serrano, Irma Córdoba. También actuó en radio y en cine y trabajó desde sus inicios en la televisión, donde en 1955 condujo el programa Las grandes revistas de los sábados junto a María Fernanda. En junio de 1960 egresó de un curso de director de televisión en Canal 7 y desde entonces dirigió varios programas. Se desempeñó como director artístico en el mismo canal y cuando falleció era asesor de Canal 8 de Mar del Plata.   
Al caer derrocado Perón integró junto a Francisco Armisén, Pascual Nacaratti, Ángel Boffa, Iván Grondona, Pedro Laxalt, Julián Bourges, Alfredo Noli, Claudio Martino, Luis Capdevila, Pedro Tocci y Pablo Raccioppi la comisión provisional que dirigió la Asociación Argentina de Actores hasta que fue intervenida por el nuevo gobierno.

## Vida personal
Estaba casado con la actriz Gloria Ugarte.

## Filmografía
Actor
- La mujer desnuda (1955)
- La edad del amor (1954)
- La mujer de las camelias (1954)
- La historia del tango (1951) .... Enrique
- El hincha (1951)
- Derecho viejo (1951)
- ¡Arriba el telón! o El patio de la morocha (1951)
- Una noche cualquiera (1951)
- Valentina (1950) .... Emilio
- Morir en su ley (1949) .... Riera
- Mujeres que bailan (1949) …Martínez
- El barco sale a las diez (1948)
- El retrato (1947)
- Madame Sans-Gêne (1945)
- Los dos rivales (1944)
- La piel de zapa (1943)
- Los hombres las prefieren viudas (1943)
- Pasión imposible (1943)
- La suerte llama tres veces (1943)
- El pobre Pérez (1937)

Temas Musicales
- Captura recomendada (1950)

Director de televisión
- La revista de Dringue.
- El flequillo de Balá. (1965-1966)
- Show de Libertad Lamarque (1964) Serie
- Los trabajos de Marrone (1960) Serie
- Risas y sonrisas...con Verdaguer

## Televisión
- 1955: Música bajo las estrellas con Héctor y su jazz (espectacular conjunto de la década de 1950), Patricia Castell, Elena de Torres, Héctor Gagliardi, Fernando Torres, Sara Benítez y Tincho Zabala.